# Peter Solnička
Peter Solnička (* 14. června 1982, Myjava) je slovenský fotbalový brankář, v současnosti působící v TJ Spartak Myjava.

## Klubová kariéra
Svoji fotbalovou kariéru začal v Slovan Turá Lúka-Stará Myjava, odkud později odešel na hostování do TJ Spartak Myjava. Se Spartakem hráč postoupil v sezoně 2011/12 do 1. ligy. V létě 2012 do týmu přestoupil.